# 攝津幸彦
攝津 幸彦（せっつ ゆきひこ、1947年1月28日 - 1996年10月13日）は、日本の俳人。

## 経歴
兵庫県養父郡八鹿町に生まれる。母良子（摂津よしこ）は桂信子主宰の「草苑」の幹部同人で、1980年の角川俳句賞受賞者。
高槻中学校・高等学校を経て、関西学院大学卒業。高校時代より叔父の影響でジャズを聞くようになり頻繁にジャズ喫茶に通った。大学では在学中は映画研究会に所属。また伊丹啓子（「青玄」主幹伊丹三樹彦の娘）を知り「関学俳句会」創立、機関誌「あばんせ」を創刊。また学生俳句会のつながりで、他大学の坪内稔典、澤好摩らと交流、大学を超えた同人誌「日時計」創刊に参加する。
1970年、広告会社の東京旭通信社（現・ADKホールディングス）に入社し上京。1972年田中資子と結婚。1974年、大本善幸、坪内稔典らと「黄金海岸」創刊。1974年、「鳥子幻影」で俳句研究「第二回五十句競作」にて佳作第一席となり、編集長高柳重信に見出され一躍注目される。1980年、俳誌「豈」創刊に仁平勝らとともに参加。同誌は遅刊で知られたものの、前衛俳句の一大拠点となった。1992年より肝炎で入退院を繰り返し、1996年順天堂病院にて死去。享年49。

## 作品
よく知られている句に、
- 南浦和のダリヤを仮のあはれとす（『烏子』）
- 幾千代も散るは美し明日は三越（同）
- 南国に死して御恩のみなみかぜ（同）
- 階段を濡らして昼が来てゐたり（『烏屋』）
- 露地裏を夜汽車と思ふ金魚かな（『陸々集』）

などがある。俳句を意味の中だけで完結させることを嫌い、自立した言葉同士が邂逅することによって生まれる新しい叙情性を追及した。また明治・大正から戦前・昭和戦後の日本の原風景を素材としたものが多く、特に「幾千代も」「南国に」の句が含まれる「皇国前衛歌」と呼ばれる一連の作品群は、言葉から出発して俳句におけるフィクション表現を完成したものとして評価されている。

## 句集
- 『姉にアネモネ』1973年
- 『鳥子』1976年　ぬ書房
- 『與野情話』1977年　沖積舎
- 『鳥屋』1986年　冨岡書房
- 『鸚母集』1986年　書肆麒麟
- 『陸々集』1992年　弘栄堂書店
- 『鹿々集』1995年　ふらんす堂
- 『攝津幸彦集』1994年  ふらんす堂
- 『攝津幸彦全句集』 1997年（2006年改版） 沖積舎
- 『攝津幸彦選集』2006年　邑書林

## 関連文献
- 仁平勝 『路地裏の散歩者』 邑書林、2014年